# Pterolophia tonkinensis
Pterolophia tonkinensis là một loài bọ cánh cứng trong họ Cerambycidae.